# Río Grande (Zacatecas)
Río Grande es una ciudad en el estado mexicano de Zacatecas. Es la quinta ciudad más poblada del estado, se encuentra localizada en la región centro-norte del mismo y cuenta con una población de 35,050 habitantes, siendo 64,535 en el municipio, según los resultados del Censo 2020 del INEGI.
Río Grande es conocido como "El Granero de la Nación" por ser uno de los mayores productores de frijol a nivel nacional y así mismo el mayor comerciante de esta leguminosa en la zona frijolera preponderante del país.
Se localiza en la zona norte de la Mesa del Centro (Anteriormente conocido como Altiplano Mexicano)  y en la cuenca endorreica del Bolsón de Mapimí, y a su vez, en el Gran Desierto de Chihuahua.

## Toponimia
Fue bautizada como Santa Elena del Río Grande, es un honor al día de su fundación, 18 de agosto de 1562 que coincidía en el santoral católico con el de santa Elena. Río Grandísimo por estar situado en las riberas del río Aguanaval conocido en tiempos antiguos, como el río de las grandes aguas corrientes, su recorrido termina en la Región Lagunera, en el municipio de Matamoros, Coahuila. 
Su lema: UNIÓN TRABAJO Y PROGRESO.
La Fundación de Río Grande de Zacatecas, data de 1562, siendo necesario aclarar de que los documentos existentes a la fecha, no son muy precisos sin embargo se tiene conocimiento a través de la historia oral, de que fue fundado el 18 de agosto de 1562, siendo su fundador, Don Alonso López de Lois, a quien la Cancillería del Reino de la Nueva Galicia (ver: Guadalajara) concedió varias mercedes de tierras en estas latitudes, cuyos documentos de las mismas tienen fecha del año de 1567.

## Antecedentes históricos
La Región de Río Grande, estaba habitada por las tribus Guachichiles, Irritilas o Laguneros, además de otras, todas pertenecientes a la Gran Chichimeca, por cuyas razones Río Grande, era identificado como la frontera de la Gran Chichimeca, ya que hasta estos lugares se podía transitar, siendo imposible en esos años poder aventurarse más al norte.
Don Alonso López de Lois, al fundar de Santa Elena del Río Grande, trasladó a su familia, siendo su esposa, Doña Marina González, de cuyo matrimonio nació Leonor López de Lois y González, quien al cumplir catorce años de edad, contrajo matrimonio, con el capitán don Francisco de Urdiñola, a quien se considera como cofundador de Santa Elena del Río Grande.
El Capitán Don Francisco de Urdiñola, fue un gran personaje del norte de la Nueva España, muy destacado por su valentía y sus luchas en contra de los indígenas que habitaban estas tierras y que eran unos grandes guerreros, por lo que Don Francisco de Urdiñola, de manera muy diplomática fue haciendo amistad con ellos, logrando pacificar el valiente cacique Nimanea Jefe Guachichil y a todas sus huestes por medio del diálogo y del convencimiento de que la guerra era perjudicial para ambas partes, logrando con ello que toda esta basta región estuviera en paz a partir de los años 1588.
Por tan grandes servicios prestados al Reino de España y al Virrey de la Nueva España. Este que era Don Luis de Velasco, lo mandó llamar a la capital de la Nueva España, para encomendarle la misión de conquistar y pacificar la Región del Nuevo México, en el año de 1594, año en que por la fecha de Semana Santa había fallecido su esposa Doña Leonor López de Lois y González, hecho que fue aprovechado por un enemigo político de Don Francisco de Urdiñola, de nombre Don Juan Bautista de Lomas y Colmenares que ambicionaba encabezar esta expedición, para acusar a don Francisco, de haber asesinado a Doña Leonor, motivo por el cual fue apresado un día antes de partir en la expedición a Nuevo México.
Fue necesario que pasaran cinco años para lograr aclarar la falsedad de la acusación y una vez declarada su inocencia, el mismo Virrey Don Luis de Velasco, en compensación, otorgó a Don Francisco de Urdiñola, la gubernatura del Reino de la Nueva Vizcaya, que comprendía todos los Estados del Norte y los del ahora territorio de los Estados Unidos que pertenecían a México, cargo en el cual duró hasta el año de 1613, habiendo regresado a sus estancias favoritas de Santa Elena de Río Grande, donde murió en el año de 1618.
Con relación a la vida de Don Francisco de Urdiñola, se han escrito varios libros históricos, destacando el del Ilustre escritor Don Vitto Alessio Robles cuyo título es de Don Francisco de Urdiñola y el norte de la Nueva España, así como ponzoña en las nieves, del escritor Philip Powel.
En el siglo XVII los habitantes de Santa Elena de Río Grande, se formaron y congregaron, para pedir a la Real Audiencia de Guadalajara, que fueran reconocidas por el Gobierno de la Nueva España, argumentando los servicios prestados al Reino en el combate en contra de los indios, y en haber logrado la comunicación directa hacia el norte de la Nueva España, abriendo camino, protegiéndoles y cuidándoles, hasta el fin después de muchas gestiones, logran ser reconocidos el 5 de marzo de 1689, con el nombre ya oficial de Santa Elena de Río Grande. Este reconocimiento y toma de posesión oficial, lo otorga el Señor Don Alonso Navarrete y Argote, Alcalde Mayor y de Santa Hermandad de los Reales de Minas de Nuestra Señora de las Nieves y de San Miguel.
En 1861, por decreto del General Miguel Auza Arrechenea, Gobernador Interno del Estado de Zacatecas, Santa Elena de Río Grande, cambia de nombre, recibiendo el de “Villa Ortega de Río Grande,” mismo que no tuvo la aceptación de sus pobladores y siguió nombrándose Santa Elena del Río Grande.
En 1918, es declarado Municipio Libre, y en el año de 1968 se declara Ciudad a Río Grande.
La noche del 4 de julio del 2023, debido a las lluvias colapsó el histórico Puente Hidalgo, ubicado en el centro de la ciudad sobre el río Aguanaval, tras 76 años de existencia. 

### Cronología de hechos históricos
| Año  | Acontecimiento |
| 1562 | Fundación de Río Grande. |
| 1689 | Reconocimiento oficial de la Nueva España el Señor Don Alonso Navarrete y Agrotes es nombrado Alcalde Mayor de la Santa hermandad de los Reales de Minas Nuestra Señora de las Nieves y San Miguel. |
| 1861 | Por Decreto del General Miguel Auza le cambia el nombre a Santa Elena de Río Grande por Villa Ortega de Río Grande.                                                                                 |
| 1918 | Es declarado Municipio Libre. |
| 1968 | En este año se declara Ciudad a Río Grande. |

## Sociodemografía

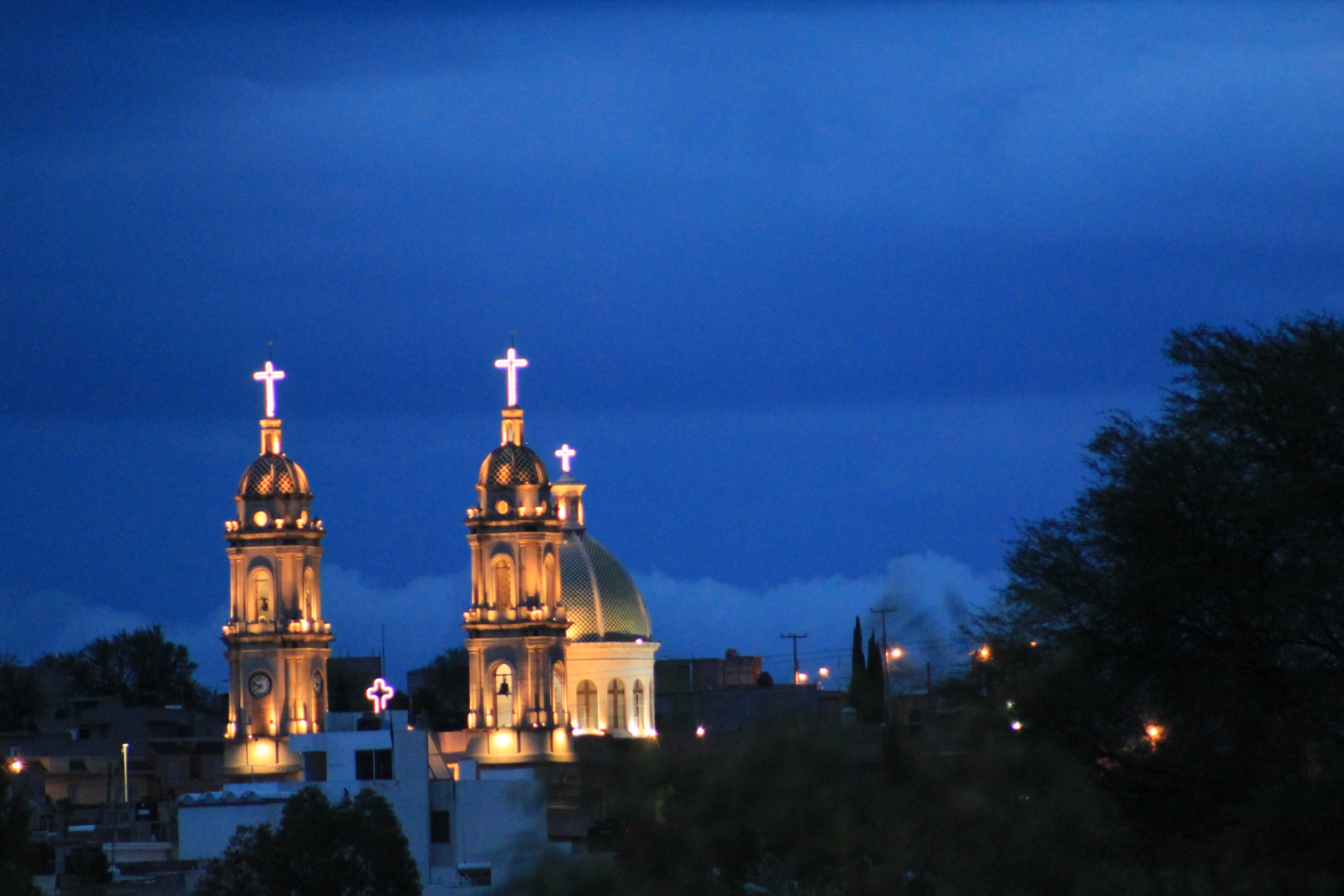
Parroquia de Santa Veracruz

### Área de influencia Socioeconómica
La Ciudad de Río Grande cuenta con una de las influencias socioeconómicas más grandes del estado, ya que personas de municipios vecinos realizan sus compras, actividades recreativas o de ocio (cine, teatro, conciertos, carreras, etc.), trámites de dependencias (regionales, estatales o nacionales), así como acuden a servicios diversos, incluidos de salud de primer o segundo nivel (públicos y privados). Entre dichas poblaciones se encuentra la cabecera municipal de Nieves así como las comunidades de su municipio: General Francisco R. Murguía, las cuales suman 20,191 habitantes (INEGI 2020). También comunidades del norte del municipio de Sombrerete, entre las cuales encontramos a la Colonia González Ortega (4,032 habitantes), Colonia Ignacio Zaragoza (1,210 habs.), José Santos Bañuelos Nuevo (788 habs.), José Santos Bañuelos Viejo (675 habs.), Benito Juárez (940 habs.), Colonia Felipe Ángeles (El Barranco) (945 habs.), Colonia Cuauhtémoc (Santa Catarina) (803 habs.), entre otras. Del sureste del municipio de Miguel Auza son 34 localidades de La Honda, una zona de campos menonitas, las cuales suman 4,190 habitantes. Del noreste del municipio de Saín Alto encontramos: El Cazadero (1,300 habs.) y Cañas (1,301 habs.). Del suroeste del municipio de Mazapil: Estación Camacho (1,037 habs.), Estación Opal (191 habs.), Cañada Blanca (65 habs.), La Palmilla (419 habs.), La Tasajera (259 habs.), entre otras. 
Por lo anterior se calcula que el área de influencia socioeconómica de la ciudad acumula a más de 100,000 personas.
| ÁREA                                              | POBLACIÓN |
| Río Grande / Municipio                            | 64,535    |
| General Francisco R. Murguía (Nieves) / Municipio | 20,191    |
| Norte de Sombrerete                               | 9,393     |
| La Honda (Miguel Auza)                            | 4,190     |
| Noreste de Saín Alto                              | 2,601     |
| Suroeste de Mazapil                               | 1,971     |
| TOTAL                                             | 102,881   |

De manera indirecta y con menor influenza socioeconómica encontramos tres comunidades de Sombrerete y dos comunidades de Mazapil más; siendo del primer municipio mencionado: Colonia Hidalgo (2,455 habs.), Ejido Zaragoza (Francisco R. Murguía) (1,093 habs.) y Charco Blanco (2,749 habs.); del segundo municipio: Pozo Hidalgo (352 habs.) y San Felipe Nuevo Mercurio (214 habs.). Pero debido a que la influencia es menor y compartida con las cabeceras de sus respectivos municipios, no son contempladas en la tabla anterior. Cabe resaltar que las Unidades de Medicina Rural de las 3 comunidades mencionadas de Sombrerete pertenecen al área de atención del Hospital Rural N.º 53 de Río Grande IMSS Bienestar, donde se atiende médica y quirúrgicamente a su población.

#### La Honda, Miguel Auza
La Honda es un grupo de localidades llamadas campos, donde se encuentra al grupo étnico Menonita, una población que pertenece al área de influencia socioeconómica de Río Grande; son de origen alemán o germano (en ese entonces de la República de Weimar), inmigraron a territorio mexicano predominantemente desde Canadá en 1922 invitados por el gobierno de Álvaro Obregón. Siendo incluido, dentro de la asignación de asentamientos el Estado de Zacatecas, donde encontramos dos grupos grandes, La Honda es el más importante, pertenece de manera territorial al municipio de Miguel Auza en su parte sur, dicha zona colinda con los municipios de Río Grande, Sombrerete, Juan Aldama y General Francisco R. Murguía. Actualmente su economía se basa en la agricultura, ganadería y en la producción agroindustrial. Se encuentran a 40 km lineales de la ciudad de Río Grande y a 47 km por carretera en su ruta más corta.
De manera oficial ante el Instituto Nacional de Estadística y Geografía son 34 campos o localidades Menonitas que conforman a La Honda, sumando en su totalidad 4,190 habitantes.

### Grupos étnicos
Los últimos vestigios de la raza guachichil,y chichimeca se fueron integrando a la población y a la fecha no existe ningún pueblo indígena visible. Razón por la cual solo hay mestizos.

### Evolución demográfica
El total de población de acuerdo a los datos del Censo de Población y Vivienda de 2010, elaborado por el INEGI asciende 62,693 personas de estos 30,198 son hombres y 32,495 son mujeres. Con respecto al fenómeno de la Migración: han emigrado a otros Estados del País 2,922 personas, al Extranjero 337 personas.

## Escudo

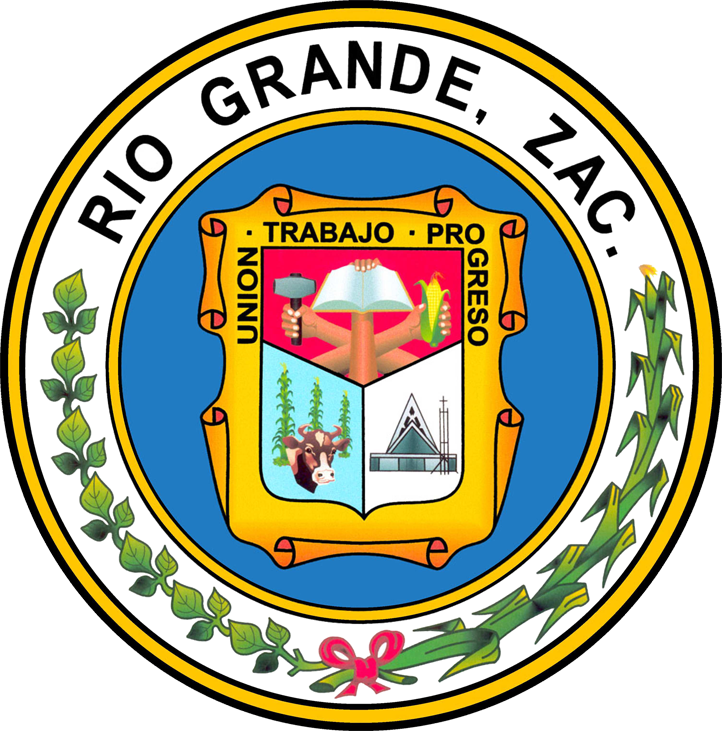
Escudo de la ciudad.

Descripción: Del centro a la periferia, el escudo de armas está compuesto por los siguientes blasones.

Lema: Unión, trabajo y progreso. 
Un cuadrilátero dividido en tres partes, que representa el aspecto ideológico, económico y espiritual del municipio, lleva en el tercio superior, sobre fondo rojo, los símbolos del obrero, el intelectual y el campesino; martillo, libro y espiga. En la parte inferior izquierda tres matas de maíz y una cabeza de vaca y en el tercio inferior derecho, sobre un fondo blanco un dibujo del templo de Santa Elena de la Cruz. El marco que circunda el escudo lleva en su parte superior el lema antes citado.

## Clima
Según la Clasificación climática de Köppen el clima de Río Grande es BSh - Semiárido cálido (Clima de estepa). 
Los siguientes datos son proporcionados por el Servicio Meteorológico Nacional en la Estación 00032096 RÍO GRANDE (DGE):

La precipitación media anual es de alrededor de 400 mm repartida principalmente en los meses de verano, siendo julio el mes más lluvioso del año. La temperatura media anual es de 17.1 °C.
- Temperatura Máxima Extrema: 39 °C registrada el 10 de junio de 1989.
- Temperatura Mínima Extrema: -9 °C registrada el 10 de enero de 1987.
- Viento Dominante: Sur
- La última nevada se registró el 12 de diciembre de 1997.

| Parámetros climáticos promedio de Río Grande Zacatecas (1,912 m s. n. m.) - Normales y extremas: 1951-2010 | Parámetros climáticos promedio de Río Grande Zacatecas (1,912 m s. n. m.) - Normales y extremas: 1951-2010 | Parámetros climáticos promedio de Río Grande Zacatecas (1,912 m s. n. m.) - Normales y extremas: 1951-2010 | Parámetros climáticos promedio de Río Grande Zacatecas (1,912 m s. n. m.) - Normales y extremas: 1951-2010 | Parámetros climáticos promedio de Río Grande Zacatecas (1,912 m s. n. m.) - Normales y extremas: 1951-2010 | Parámetros climáticos promedio de Río Grande Zacatecas (1,912 m s. n. m.) - Normales y extremas: 1951-2010 | Parámetros climáticos promedio de Río Grande Zacatecas (1,912 m s. n. m.) - Normales y extremas: 1951-2010 | Parámetros climáticos promedio de Río Grande Zacatecas (1,912 m s. n. m.) - Normales y extremas: 1951-2010 | Parámetros climáticos promedio de Río Grande Zacatecas (1,912 m s. n. m.) - Normales y extremas: 1951-2010 | Parámetros climáticos promedio de Río Grande Zacatecas (1,912 m s. n. m.) - Normales y extremas: 1951-2010 | Parámetros climáticos promedio de Río Grande Zacatecas (1,912 m s. n. m.) - Normales y extremas: 1951-2010 | Parámetros climáticos promedio de Río Grande Zacatecas (1,912 m s. n. m.) - Normales y extremas: 1951-2010 | Parámetros climáticos promedio de Río Grande Zacatecas (1,912 m s. n. m.) - Normales y extremas: 1951-2010 | Parámetros climáticos promedio de Río Grande Zacatecas (1,912 m s. n. m.) - Normales y extremas: 1951-2010 |
| Mes | Ene. | Feb. | Mar. | Abr. | May. | Jun. | Jul. | Ago. | Sep. | Oct. | Nov. | Dic. | Anual |
| --- | --- | --- | --- | --- | --- | --- | --- | --- | --- | --- | --- | --- | --- |
| Temp. máx. abs. (°C)                                                                                       | 28.5 | 29.5 | 34.0 | 35.0 | 38.0 | 39.0 | 38.5 | 32.0 | 31.0 | 33.0 | 29.5 | 29.0 | 39.0 |
| Temp. máx. media (°C)                                                                                      | 21.0 | 22.9 | 26.3 | 28.8 | 30.9 | 30.1 | 27.2 | 27.1 | 26.2 | 25.5 | 23.7 | 21.2 | 25.9 |
| Temp. media (°C)                                                                                           | 11.1 | 12.7 | 15.9 | 18.7 | 21.3 | 22.1 | 20.6 | 20.3 | 19.3 | 17.2 | 13.8 | 11.9 | 17.1 |
| Temp. mín. media (°C)                                                                                      | 1.3 | 2.5 | 5.4 | 8.6 | 11.7 | 14.1 | 14.0 | 13.6 | 12.4 | 8.9 | 3.8 | 2.6 | 8.2 |
| Temp. mín. abs. (°C)                                                                                       | -9.0 | -7.0 | -5.0 | -5.0 | 5.0 | 8.5 | 10.0 | 9.0 | 3.0 | -2.5 | -7.0 | -8.0 | −9.0 |
| Precipitación total (mm)                                                                                   | 11.9 | 6.3 | 1.2 | 4.1 | 12.0 | 46.2 | 99.0 | 83.3 | 67.9 | 29.1 | 14.2 | 22.2 | 397.4 |
| Días de lluvias (≥ 0.1 mm)                                                                                 | 2.2 | 1.2 | 0.4 | 1.1 | 2.3 | 7.1 | 10.4 | 11.4 | 8.4 | 4.4 | 1.8 | 3.1 | 53.8 |
| Fuente: Servicio Meteorológico Nacional                                                                    | | | | | | | | | | | | | |

## Educación

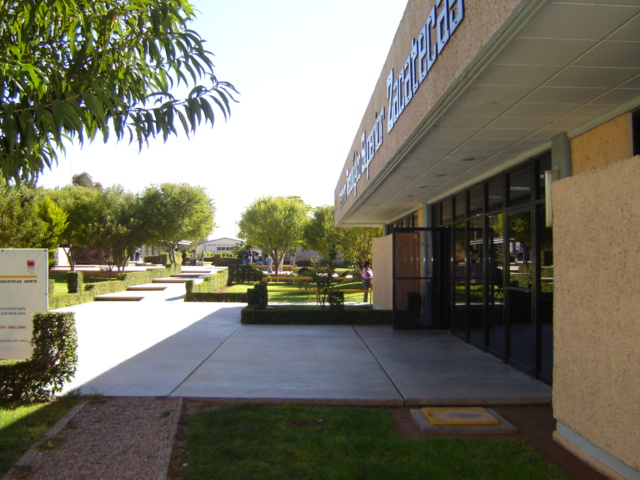
Instituto Tecnológico Superior Zacatecas Norte.

Se cuenta con todos los servicios de educación en los diversos niveles y existen los centros educativos siguientes: 
- Preescolar: 39
- Primaria: 57
- Secundaria: 29
- Bachillerato: 6
- Nivel Superior: 1

### Educación superior
Destaca el Instituto Tecnológico Superior Zacatecas Norte (ITSZN), el cual cuenta con la segunda mayor matrícula del estado después del ITZ. En su Oferta Educativa se encuentran tres licenciaturas, tres ingenierías y dos maestrías, además este mismo cuenta con una extensión de educación a distancia ubicada en el municipio de Miguel Auza, Zac.
Río Grande a pesar de ser la cuarta ciudad y a su vez el quinto municipio más poblado del estado de Zacatecas, no cuenta con la máxima casa de estudios, la Universidad Autónoma de Zacatecas. Esto debido a que va en contra de los intereses de una minoría poblacional, intereses de las autoridades del Tecnológico de la ciudad quienes tienen un papel en la Política Municipal y a quienes se les atribuye frenar el establecimiento de una Institución de Educación Superior distinta al ITSZN.
Se ha intentado establecer un campus de la UAZ durante el mandato de partidos de izquierda, pero al regresar al poder el partido central, frena nuevamente la entrada de otras Instituciones de Educación Superior, ya que este desea que la única siga siendo el Tecnológico.
El último antecedente respecto a la construcción de un campus de la Universidad Autónoma de Zacatecas en Río Grande, ocurrió en el año 2011. El Ayuntamiento encabezado por el entonces alcalde Mario Alberto Ramírez Rodríguez, y el entonces rector de la Universidad Autónoma de Zacatecas (UAZ), Francisco Javier Domínguez Garay, sostuvieron una reunión en la que se comprometieron a tener un Campus Universitario en el municipio (24/Dic/2010).
Como respuesta a la petición de llevar opciones educativas de la Universidad Autónoma de Zacatecas al Municipio de Río Grande, y luego de tres reuniones de trabajo, el miércoles 13 de abril de 2011 se presentó en esta ciudad el "Estudio de pertinencia y factibilidad de la oferta educativa de la UAZ", elaborado en la Coordinación General de Vinculación. El objetivo central fue "conocer el potencial productivo y la demanda de oferta educativa de la población estudiantil de grado bachillerato, para ofrecer programas académicos pertinentes para el desarrollo de la región Río Grande".
CONTADURÍA, PSICOLOGÍA, INGENIERÍA EN COMPUTACIÓN Y MECÁNICA, LAS MÁS SOLICITADAS.
Como responsable del Estudio, el Coordinador General de Vinculación, Julián González Trinidad, hizo la presentación del documento en el que, después de exponer los más diversos indicadores de la región, procedió a detallar los resultados del estudio, consistente en un censo realizado a los alumnos del último semestre del nivel bachillerato y que arrojaron que, tanto en primera como en segunda opciones, a los jóvenes riogenses les interesan las carreras de Contaduría y Administración, Psicología, Ingeniería en Computación e Ingeniería Mecánica.
Como segunda opción, también tuvieron significancia, agregadas a las anteriores, las Licenciaturas en Turismo, Ingeniería Eléctrica y Nutrición.
En cuanto a la Preparatoria, se informó que también resulta pertinente su implementación, luego de un estudio realizado ex profeso.
Artículo completo
CENTRO DE IDIOMAS UAZ
La Universidad Autónoma de Zacatecas logró instalarse en Río Grande solo ofreciendo desde el año 2011 la enseñanza del idioma inglés (De manera no curricular y aclarando que la UAZ de momento no ofrece ninguna carrera profesional), impartiendo inicialmente clases en las instalaciones de la Primaria Lic. Benito Juárez. Iniciaron con 5 grupos aproximadamente de 35 personas, cursando 2 de lunes a viernes y 3 el día sábado. El 30 de marzo de 2017 se firma el convenio y se inaugura formalmente en la ciudad el Centro de Servicios Universitarios de la UAZ, con apoyo de instalaciones y servicios públicos saldados por el municipio, siendo la Universidad únicamente responsable del recurso humano. Actualmente en este Centro Universitario está instalado el Centro de Idiomas.

## Infraestructura social y de comunicaciones

### Cultura
La ciudad cuenta con diversas bibliotecas públicas dispersas en algunas colonias y comunidades cercanas. La principal es la Biblioteca Regional ubicada en la Casa de la Cultura Luis Cerrillo Cazares, en la calle Allende esquina López Rayón, centro de la ciudad. 
Las instalaciones del Gimnasio Municipal se utilizan en función de teatro, debido a su arquitectura la cual fue planeada para ambas funciones, deportivas y culturales; siendo parte de las segundas: obras de teatro, danza folclórica y urbana, conciertos, concursos de diversa índole, premiaciones, etcétera. Tiene una capacidad para 3,000 espectadores.

### Ocio
Se cuenta con la presencia de un cine con cinco salas, perteneciente a la cadena Cinemex (sexto complejo de cines más grande del mundo y el segundo en México), funcionando desde noviembre de 2019.

### Religión
El culto predominante es el catolicismo, representado con un 93.0%; le sigue Protestante y Evangelistas con un 2.2% de la población; sin ninguna Religión 4.2% y otras 0.6%.

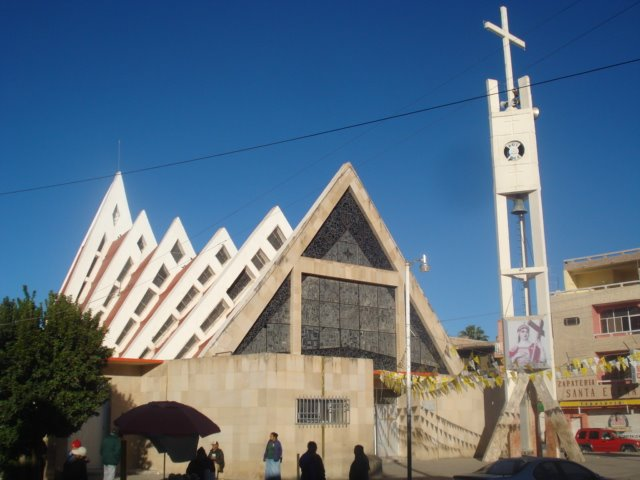
Parroquia Santa Elena de la Cruz.

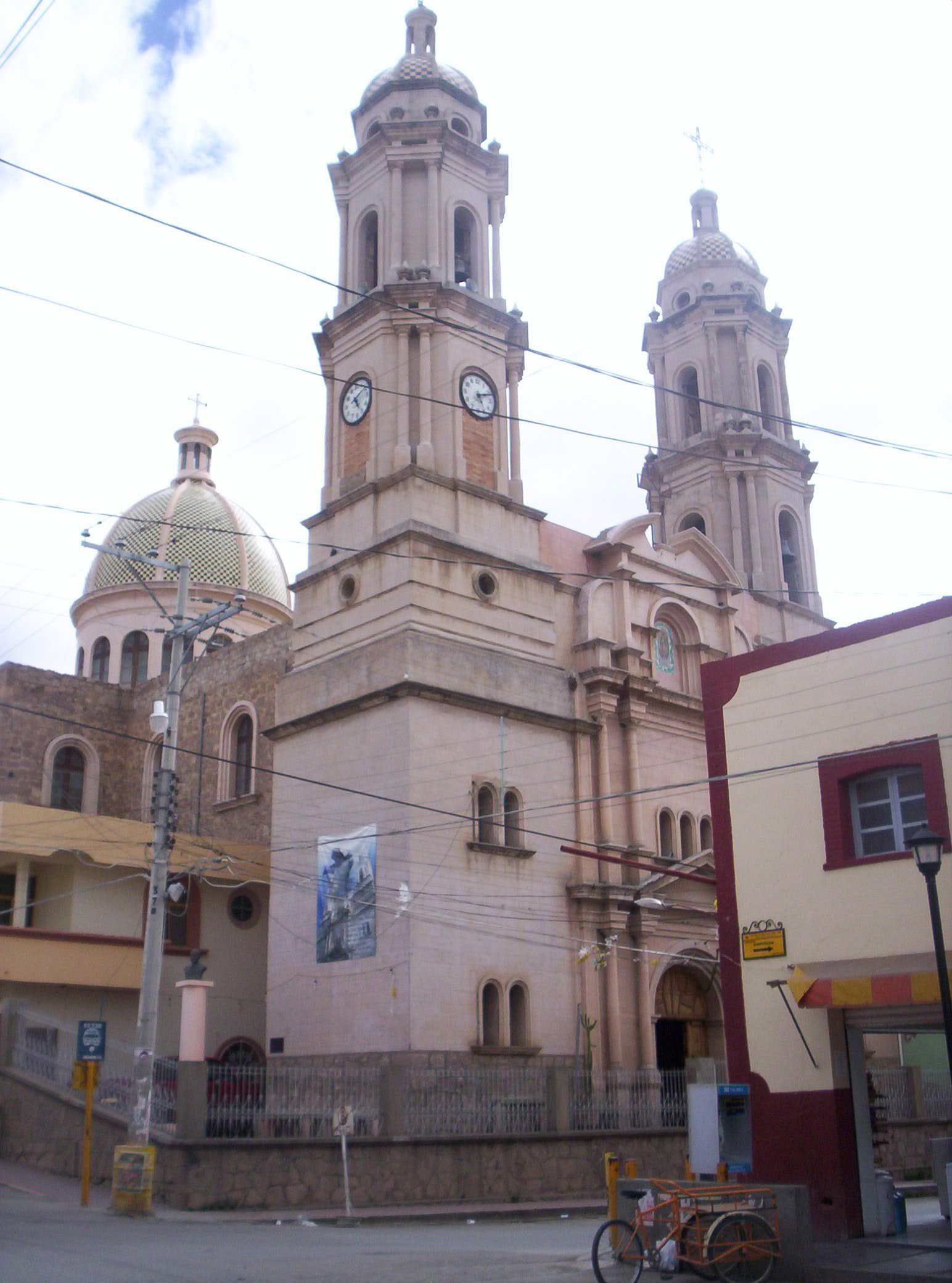
Parroquia de Santa Veracruz.

### Salud
Se cuenta con el Hospital no. 53 del IMSS-Bienestar, el Hospital privado Santa Elena, el Hospital privado San Antonio, un centro de salud con Servicios Ampliados (CESSA / consulta de especialidades) perteneciente a los Servicios de Salud de Zacatecas (SSZ), un centro de salud ordinario (SSZ), una Unidad de Medicina Familiar (UMF 6) del Instituto Mexicano del Seguro Social (IMSS), una Unidad Médica Familiar del Instituto de Seguridad y Servicios Sociales de los Trabajadores del Estado (ISSSTE), y también con varias clínicas privadas.
En las comunidades cercanas también se cuenta con varias Clínicas o Unidades de Medicina Rural del IMSS-Bienestar (UMR) y Centros de Salud de los Servicios de Salud de Zacatecas (SSZ), los cuales proporcionan los servicios de medicina preventiva, consulta externa y medicina general encontrándose ubicados de manera estratégica en las comunidades de más fácil acceso para la población.

### Abasto
Se tienen varios Supermercados: Soriana Mercado, Mi Bodega Aurrera Centro, Mi Bodega Aurrera Sur , Santa Fe, Bodega Ramírez, y Bodega Ramírez Mayoreo; tres plazas comerciales: Plaza Agapita, Plaza ISSSTE y Plaza Donato Noyola; seis tiendas Súper de autoservicio: Tienda IMSS, tres Súper La Perla, Súper Santos y Tienda del Ahorro; tres Mercados Públicos: Mercado Juárez, Mercado Río Grande y Mercado Hidalgo; Tiendas de autoservicio como Coppel Constitución, Coppel Canadá, AutoZone, dos Farmacias Guadalajara, cinco OXXO, Gala Diseño en Muebles (tres sucursales), Elektra, Modatelas, Sensación (dos sucursales), entre otras, tiendas DICONSA, lecherías LICONSA, una gran cantidad de abarrotes y misceláneas.

### Deporte
La ciudad cuenta con dos Unidades Deportivas, la principal se encuentra localizada en el sureste de la ciudad, cuenta con un campo de Fútbol empastado y otro de tierra, tiene múltiples canchas y campos para practicar Baloncesto, Fútbol rápido, Béisbol, Voleibol, Tenis y Squash, también cuenta con dos albercas para el uso del club de Natación "Los Escualos", un área para Lanzamiento de disco y Lanzamiento de peso, un área con instrumentos de uso gimnástico, una pista para Salto de longitud, una pista para Atletismo profesional y otras dos para su uso aficionado que rodean un área verde y de juego infantil. La segunda Unidad Deportiva se encuentra localizada en la colonia Ignacio Zaragoza (San Lorenzo), cuenta con un campo de Fútbol profesional, canchas para practicar Baloncesto y una pista para Salto de longitud.
Se cuenta con el Centro Deportivo "El Olímpico" en la colonia Azteca, tiene canchas para Fútbol rápido y Baloncesto.
El Gimnasio Municipal se encuentra entre la Calzada Malecón y la calle Ricardo Flores Magón en el centro de la ciudad, con una capacidad para 3,000 espectadores.
Se encuentran distribuidos por la ciudad varios campos de Fútbol como el Sarabia, Pacífico, Azteca, Buenos Aires, Los Ramíres, Liverpool, Los Álamos, etc. Y de Béisbol los campos halcones, valmor, llaneros, estrella(los álamos), el fuerte y loreto sin olvidar las canchas de Fútbol rápido privadas como las de los clubes Álvares, Villarreal, Gómez, entre otros.
En las comunidades cercanas también existen canchas y campos deportivos.
Sergio Alejandro Santana Piedra. Juega de delantero y su equipo actual es el C.F. Chiapas de la Primera División de México.
Su debut fue con el Pachuca FC en el verano 2000, en un partido contra el Deportivo Toluca. Ganaría 2 títulos con la escuadra pachuqueña, el invierno 2001 y el Apertura 2003.
Para el Clausura 2006 pasa a formar parte de las filas del Club Guadalajara, equipo con el que lograría el título en el Torneo Apertura 2006; Sergio fue considerado un cambio de lujo, pues debido a la alta competitividad que existía en la delantera "Chiva" este fue relegado a la banca por detrás de Adolfo Bautista, Omar Bravo y Alberto Medina.
El 19 de diciembre de 2008 se hizo oficial su paso a las filas del Deportivo Toluca.
Para el Apertura 2009 fue fichado por el Monterrey el 17 de junio de 2009 en el Draft que se realizó en Cancún.
Cuenta también con un equipo de Lucha Olímpica dirigido por el Dr. Manuel Viramontes Viramontes, el cual ha dado importantes logros no solo a nivel nacional sino internacional también, entre los más destacados son, algunos campeones panamericanos y un cuarto lugar mundial obtenido por su hijo el Lic. José Manuel Viramontes, así mismo a través del tiempo ha dado al estado de Zacatecas y así mismo a México, algunos seleccionados nacionales en esta disciplina, originarios de Río Grande.
Aurelio Castañeda Córdoba jugó nada menos que 18 temporadas en la Liga Mexicana de béisbol, debutó en 1984 con Cafeteros de Córdoba con los que jugó temporada y media ya que en 1985 pasó al Águila de Veracruz. En 1986 a media campaña fue cambiado a Puebla con los que se mantuvo hasta 1987.En 1988 militó con Charros de Jalisco y a media campaña pasó a Torreón. En 1989 pitcheo para los Diablos Rojos del México. En 1990 media temporada lanzó para Olmecas de Tabasco y Tuneros de San Luis Potosí. Por fin de 1991 a 95 se estableció con Charros de Jalisco y en 1997 volvió a las medias temporadas con Rieleros de Aguascalientes y Piratas de Campeche. En 1998 nuevamente con Rieleros y Chetumal en 1999 pasó la campaña con Aguascalientes y en el 2000 con Puebla. En 2001 militó con Puebla y Torreón y terminó en 2002. Es nativo de Río Grande Zacatecas.

### Financiamiento
La ciudad cuenta con varias sucursales y corresponsales bancarias de empresas con presencia nacional e internacional:
- BBVA Bancomer
- BANORTE (Banco Mercantil del Norte)
- Banco Azteca
- BanCoppel Constitución
- BanCoppel Canada
- Caja Popular Mexicana Sucursal Centro
- Caja Popular Mexicana Sucursal Santa Elena
- Compartamos Banco
- Con Crédito
- Financiera Rural
- Alianza HSBC Corresponsal Telecomm

Río Grande cuenta además con oficinas de la Federación Nacional de Cooperativas Financieras (UNISAP).

## Vivienda
Actualmente hay edificadas aproximadamente 13,114 ocupándolas 59,148 personas, el material utilizado en la edificación: de cemento firme 10023, de tierra 1020, de adobe 7408 viviendas. 

## Medios de comunicación
Existen dos periódicos de esta localidad que se publican semanal y quincenalmente: "Policromia" y "Prensa Libre". Además de que circulan diariamente las publicaciones: “El Sol de Zacatecas,” “Imagen de Zacatecas”, y "NTR Zacatecas". Es importante mencionar que se tienen tres radiodifusoras que es la XEZC "La Grande" que trasmite por el 810 de AM, la XHGRZ "La Bonita del Norte" que transmite por el 92.7 de fm y una emisora religiosa llamada "Principe de Paz" que transmite en la frecuencia 94.7 fm. Existen otras emisoras en línea como COLOR FM, y el canal 15 de televisión por cable, captando canales Nacionales e Internacionales, dicho sistema de cable pertenece a Grupo B-15, corporativo presente en la ciudad de Zacatecas y en la ciudad de Fresnillo, Zacatecas. Actualmente en redes sociales están presentes páginas de Facebook que se dedican a compartir información de relevancia para el municipio y su población, dichas páginas son: Canal 33 Zacatecas, Opiniones de Río Grande, RioNews, Vicente Mireles Y Policromía.
Cabe hacer mención que en Río Grande, desde hace muchos años, ha habido gente que se ha preocupado por mantener informada a la población a través de diferentes medios de comunicación impresa. Así, ha habido periódicos y revistas de circulación semanal, entre ellos se mencionan: NOTICIAS, LA TRIBUNA y LA VOZ DEL PUEBLO. Actualmente los periódicos que circulan son POLICROMIA y PRENSA LIBRE, con más de 15 años de aparecer en forma ininterrumpida. Dichos medios informativos son dirigidos por la familia Monsiváis y el Prof. Cetina, respectivamente.
Dentro de las Revistas, destaca la que se publica año con año en la Feria de Carnaval, denominada así. LA REVISTA DEL CARNAVAL, no es una revista de notas informativas, es una revista especial de las festividades anuales que es publicada por el Patronato de la Feria en turno. Desde en año 2009 a la fecha también circula la Revista Mensual Dot Magazine Norte, dirigida desde su origen por la LCyTC María del Pilar Haro Magallanes, esta entrega contenidos de Sociales y Actualidad en un área regional, esto por distribuir 4 mil ejemplares en los municipios de Juan Aldama, Miguel Auza y Fco. R. Murguia (Nieves), además de Río Grande. En este apartado de señala además, la extinta REVISTA SIN LINEA, que marcó un parteaguas en la prensa escrita en Río Grande ya que fue la primera revista de carácter informativo. Dicho medio lo dirigía Martin Badillo.

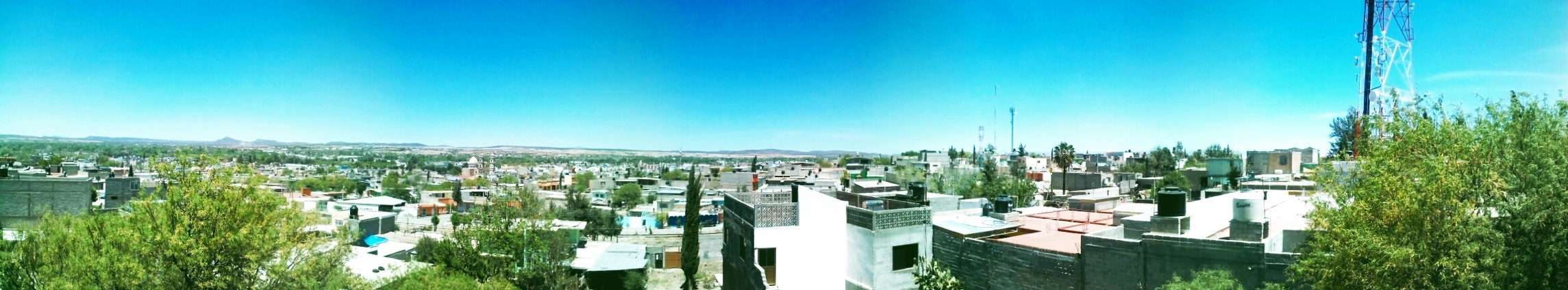
Panorama centro-sur de la ciudad (desde el cerro de la Santa Cruz).

## Vías de comunicación
Es importante mencionar la carretera México-Ciudad Juárez Vía corta en su tramo “La Chicharrona - Cuencamé" que comunica con todos los municipios cercanos de igual manera se cuenta con el Servicio del Ferrocarril únicamente para trasportar carga. También cuenta con una Central Camionera en la que hay traslados a los diferentes Estados de la República Mexicana, Estados Unidos y Canadá. Dos oficinas de Correos y Telégrafos (Telecomm y Estafeta), cobertura de todas las empresas que ofrecen Servicios de Telefonía Celular en México, casetas públicas de teléfono en todo el Municipio, así como una gran cobertura en servicio telefónico en la mayoría de los hogares.

## Actividad económica

### Agricultura

#### Río Grande "El Granero de la Nación"
Río Grande Zacatecas produce 51,337 toneladas de fríjol anuales, lo que lo convierte en el mayor productor de esta leguminosa en el país, según el Anuario Estadístico de Zacatecas INEGI, superando a Santiago de Ixcuintla, Nayarit, que ocupa el 2° puesto, produciendo 40,530 toneladas anules según el Anuario Estadístico de Nayarit INEGI. En el "Granero de la Nación" la superficie sembrada de fríjol, en el 2008 fue de 70,450 hectáreas. La superficie total sembrada en cultivos, según datos del 2005 fue de 84,624 hectáreas.; se produce principalmente, además del grano mencionado, la avena forrajera, chile y maíz. También existen pequeños sembradios de frutos, como el membrillo.

### Ganadería
Esta actividad se lleva a cabo en forma extensiva, se aprovechan todos los productos derivados de la leche. Río Grande es el principal productor de miel en el estado de Zacatecas, 147 toneladas anuales de este dulce fluido, superando a los municipios de Ojocaliente (130 toneladas anuales) y Pinos (112 toneladas anuales), según el Anuario Estadístico de Zacatecas INEGI.

### Industria
Con respecto a esta rama existen algunas fábricas de autopartes, ropa, de preparación de alimentos, comercializadoras de frijol, piezas industriales para minería y una planta de purificación de agua El Manantial Agua Purificada. En 2016 se instala una planta ATR Autosistemas de Torreón perteneciente a la compañía Japonesa Sumitomo Electric Group, planta ubicada en la periferia de la ciudad.

### Turismo
Existen varios lugares que pueden ser visitados: oa plaza Principal, La plaza civíca, la estación de ferrocarril Río Grande (Patrimonio Ferrocarrilero de México) La Parroquia de Santa Veracruz, La Parroquia de Santa Elena de la Cruz, La Alameda, son atracciones bellas que se encuentran en el centro de la ciudad.
Se cuenta con balnearios de aguas termales ubicados en las cercanas comunidades de Almoloya, Las Palomas, Las Esperanzas, Colonia Francisco García Salinas, San Felipe y La Florida.
la Hacienda de Pastelera, que conserva su bóveda de estilo Catalán y un retablo de piedra labrada; la Hacienda del Fuerte donde se puede admirar la casa grande.

### Comercio
Río Grande cuenta con un amplio movimiento comercial, impulsado por la producción agrícola y las remesas; por estas razones tiene grandes bodegas para la compra-venta de algunos granos, tiendas de artículos agropecuarios, mueblerías (como Gala Diseño en Muebles, Distribuidora Rodríguez, Mueblería Arturo Nahle, Muebleria El Naranjo, Expo Muebles Arturo Nahle, Muebleria Araceli, etc.), tiendas de electrónica (Electrónica Audio Control,Importadora del Norte, Elektra), ferreterías (como la Ferretaria Ibarra, Ferretera Maya, Ferretera Sánchez, Ferretera La Cuesta, Ferretera Gasca etc.), diversas tiendas de ropa, zapaterías, joyerías, refaccionarias y farmacias; tiendas departamentales (como Bodega Aurrera, Mercado Soriana, Santa Fe, Tienda Noyola, seis Sucursales Oxxo, Tiendas Ramírez,super neto, tiendas la perla, etc.), y diez gasolinerías.

### Servicio
Se cuenta con seis hoteles, dos moteles y una posada, diversos restaurantes, así como varias agencias de viajes, etc.

## Atractivos culturales y turísticos

### Monumentos históricos

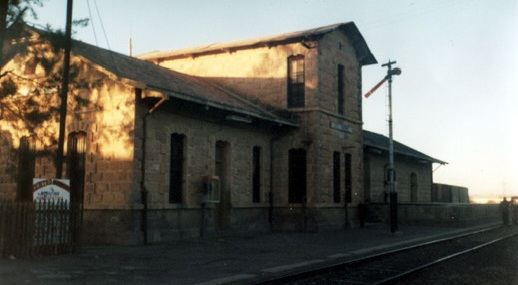
Estación de Ferrocarril Río Grande.

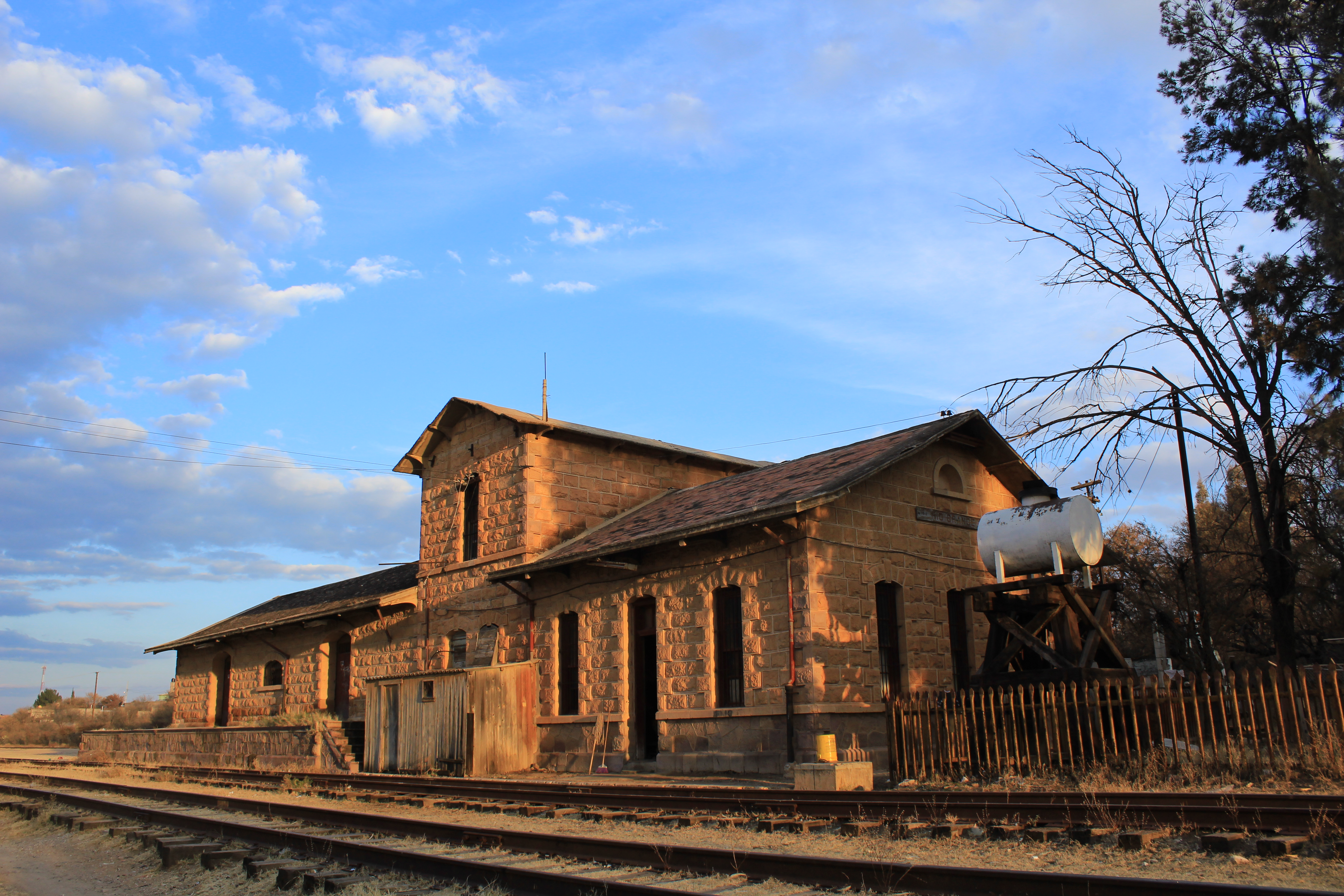
Antigua Estación del Ferrocarril, recuerdo histórico de la Ciudad.

- Estación de Ferrocarril de Río Grande Zacatecas

Patrimonio Ferrocarrilero de México reconocido por El Consejo Nacional para la Cultura y las Artes.
DATOS HISTÓRICOS GENERALES
La estación Río Grande se edificó sobre la línea del Ferrocarril de Cañitas a Durango. En 28 de julio de 1927, el Sr. Fernando González Roa, representante de los Ferrocarriles Nacionales de México, informó ante el C. Secretario de Comunicaciones, que la Cooperativa Agrícola de Río Grande, había solicitado la construcción de una Espuela en el patio de esta estación. Para el 23 de agosto del mismo año, la Sección de Dibujo y Fotografía, tras haber revisado las calcas y heliografías del proyecto, dieron a bien aprobar las mismas.
- Parroquia de Santa Veracruz de estilo arquitectónico catalán.

- Parroquia de Santa Elena de la Cruz edificada recientemente con corte modernista.

### Museos
Actualmente cuenta con un museo, dentro del departamento de Archivo Histórico, cuenta con una variedad de diferentes tipos de monedas y billlletes por los que ha pasado nuestro país. además tiene varios artículos que se usaron en la época de las haciendas.

### Fiestas, danzas y tradiciones
Desde 1823 Río Grande, celebra su Feria de Carnaval, cuyas fechas son movibles por estar sujetas a la calendarización del miércoles de ceniza con una duración de diez días, así mismo la Feria Regional de Santa Elena, fiesta patronal que se celebra anualmente del 14 al 22 de agosto siendo el día 18 el que se dedica a la patrona de la localidad Santa Elena de la Cruz.
El 3 de mayo se celebra las danzas en honor de la Santa Cruz, con duración de tres días que ancestralmente se han realizado en los cerros circundantes de nombre Santa Cruz. En el Santuario de Guadalupe en el cerro del Tepeyac el cual termina el día 4 con una tradicional vivorita entre los danzantes y un espectáculo donde atrapan a los viejos de danza de una manera muy cómica y culminando con la adoración de la Santa Cruz por parte de estos últimos todo esto a al Son de Violín y Tambora.
El 17 de julio se lleva a cabo la danza de “Los Caballitos”, así como la de "los pardos" en la comunidad de la pastelera de donde es originaria en honor al patrono de la comunidad San Alejo, cabe comentar que esta danza se ha dado a conocer en varias partes de la República Mexicana.
16 de julio se celebra la danza en honor a la Virgen del Carmen en la comunidad de Tierra Blanca ( La joya). En este mismo mes el día 25, una de las comunidades más tradicionales la Exhacienda de El Fuerte, celebra la fiesta en honor a Santo Santiago, con festivales, danzas de atrio, pólvora y el reparto de la reliquia.
En la comunidad de Loreto se honra a Nuestra Señora de Loreto el 10 de diciembre con la danza de la pluma la cual tiene un repertorio de más de 60 sones.
El 12 de diciembre se venera a Nuestra Virgen de Guadalupe en el Santuario de Guadalupe en el cerro del Tepeyac, lugar antes mencionado, en donde se hace una tradicional peregrinación ciclista que parte de la Ciudad hasta el Santuario del Santo Niño de Atocha en la Ciudad de Fresnillo, regresando el día 12 a la iglesia de Guadalupe donde se recibe a los peregrinos con una Santa Misa y la quema de un árbol de pólvora.
El 24 de septiembre se lleva a cabo las fiestas de dotación de tierras de la Colonia Progreso, al grado de llamársele "La mejor fiesta de la región" muy distinguida comunidad del municipio.
El día 24 de junio por la madrugada las mujeres principalmente las de las comunidades conservan las costumbres de ir al río a lavarse el pelo, considerando que con el hecho de hacerlo, eliminan toda clase de enfermedades del cabello además de conservar la belleza y textura del mismo.
En los días que se celebran las festividades de los fieles difuntos, es costumbre colocar en la plaza principal un altar dedicado a personajes de esta localidad a quienes se les ofrece sus alimentos preferidos, sus bebidas sus vestuarios y una relación de todas sus actividades principales que llevaron a cabo en su vida.
El día 12 de diciembre de celebra a la virgen de guadalupe en la comunidad de Ignacio López Rayón (Los Delgado).
El día 12 de diciembre de celebra a la virgen de Guadalupe en la comunidad de Ciénega y Mancilla: comienza desde el día 11 y va hasta el día 13 de diciembre.
Río Grande cuenta con dos nombramientos en el patrimonio cultural inmaterial de México por sus danzas tradicionales, el primero por la "Danza de Pardos de Matlachines" y el segundo por la "Danza de los Caballitos".

### Artesanías
Se elaboran diferentes productos de cestería y cobijas de lana. También distintos collares hechos de mano, bordados y distintos artículos de bisutería entre los que destacan los aretes de bolita. En julio del 2014 el C.  Ernesto de la Rosa Esquivel encargado del archivo histórico y museo municipal ,  organizó a los artesanos de Río Grande y los dio a conocer a nivel municipal, estatal e incluso en los Estados Unidos. Hasta la fecha siguen funcionando y dando a conocer sus productos.

### Gastronomía
Existen diferentes platillos. Entre los que podemos mencionar al asado de boda, que combinado con pastas cocinadas con el sazón típico de la región, a las que denominan "sopas", en conjunto forman un "hecho culinario" importante gastronómica y culturalmente en la región al que se denomina "Reliquia". El municipio y ambién cuenta con platillos típicos de todo el país pero con los sabores respectivos de la región; platillos como los tamales, la barbacoa de borrego, las gorditas de horno, el pan ranchero, semitas y panochas (tortillas de harina gruesas con azúcar y canela), las gorditas tanto de harina de maíz como de trigo (rellenas de diferentes guisados) en Río Grande cuentan con su propia versión. La gastronomía de la región se caracterizada por platillos ricos en proteína y picante, así como sabores amaderados o ahumados, ya que casi toda la cocina típica es cocinada con leña de mesquite y entre las especias más usadas se encuentran el orégano, laurel, perejil, pimienta y clavo. En la región también hay una gran variedad en distintas comidas o "antojos típicos" como el jocoque, la morcilla o moronga, pinole, cajeta o ate de membrillo y otras frutas, vino de membrillo, queso de tuna, quiote, los chiclosos de tuna, cueros preparados y tostadas (típicas del municipio de Jerez de García Salinasy bebidas tales como micheladas y atole de grano.

## Ciudades hermanadas
|                           | País           |  | Ciudad              |  | Estado / Distrito / Región / Condado | Fecha              | Ref.   |
| ------------------------- | -------------- |  | ------------------- |  | ------------------------------------ | ------------------ | ------ |
| Bandera de Estados Unidos | Estados Unidos |  | Colton (California) |  | California                           | 5 de julio de 2002 | [ 17 ] |

## Gobierno

### Reglamentación municipal
- Constitución Política de los Estados Unidos Mexicanos.
- Constitución del Estado Libre y Soberano de Zacatecas.
- Bando de policía y Gobierno del Municipio de Río Grande Zacatecas.

### Cronología de Alcaldes
| Alcalde                                  | Periodo de Gobierno   | Partido Político |
| José Ma. Gallardo I                      | 1944 - 1946           |                  |
| Heron Molina Moya                        | 1947 - 1949           |                  |
| Jesús Salas y Salas                      | 1950 - 1952           |                  |
| Luis Cerrillo Cazares                    | 1953 - 1955           |                  |
| Ramón Badillo Hiriart                    | 1959 - 1961           |                  |
| Jesús Ramírez Medina                     | 1962 - 1964           |                  |
| Macedonío Herrera Longoria               | 1965 - 1967           |                  |
| Miguel Rodríguez Molina                  | 1968 - 1970           |                  |
| Miguel Salcedo Ramírez                   | 1971 - 1973           |                  |
| Raúl Gallardo Jiménez                    | 1974 - 1976           |                  |
| Adolfo Rodarte Vázquez                   | 1977 - 1979           |                  |
| Profr. Alejandro Hernández Bautista      | 1980 - 1982           |                  |
| Dr. Gumaro Elías Hernández Zúñiga        | 1983 - 1985           |                  |
| Lic. Hugo Calderón Gallardo              | 1986 - 1986           |                  |
| Dr. Héctor Ugarte Villa                  | 1986 - 1988           |                  |
| C.P. Cipriano Molina Ramírez             | 1989 - 1992           |                  |
| Lic. Wilfrido Hinojosa Herrera           | 1992 - 1995           |                  |
| Ing. Rodolfo Cháirez Martínez            | 1995 - 1995           |                  |
| Carlos Calderón Badillo                  | 1995 - 1998           |                  |
| Dr. Gumaro Elías Hernández               | 1998 - 2001           |                  |
| Dr. Salvador de Jesús Rojas Delgado      | 2001                  |                  |
| Lic. Manuel Peña Badillo                 | 2001 - 2004           |                  |
| Felipe de Jesús Badillo Ramírez          | 2004                  |                  |
| Pedro Martínez Ramírez                   | 2004 - 2007           |                  |
| Genaro Hernández Olguin                  | 2007 - 2010           |                  |
| Marco Vinicio Delgado Muro (interino)    | 2010                  |                  |
| Mario Alberto Ramírez Rodríguez          | 2010 - 2013           |                  |
| Manuel de Jesús Pérez Aguilar (interino) | 2013                  |                  |
| Constantino Castañeda Muñoz              | 2013 - 2016           |                  |
| Miguel Rodríguez Molina (interino)       | 2016                  |                  |
| Ing. Julio César Ramírez López           | 2016 - 2018           |                  |
| Ing. Julio César Ramírez López           | 2018 - 2020           |                  |
| Juan Carlos Acosta Jasso (Interino)      | Enero - junio de 2021 |                  |
| Mario Córdova Longoria                   | 2021 - 2024           |                  |
| Mario Córdova Longoria                   | 2024 - 2027           |                  |